# Notoxaea
Notoxaea is een geslacht van vliesvleugelige insecten uit de familie Andrenidae

## Soorten
- N. ferruginea (Friese, 1898)